# Hans Christian von Kiesenwetter
Han(n)s Christian von Kiesenwetter (* 20. Mai 1669; † 24. August 1744 in Dresden) war ein königlich-polnischer und kurfürstlich-sächsischer General der Infanterie, Präsident des Geheimen Kriegskollegiums und Generalkriegskommissar.

## Leben und Werk
Er stammte aus der Adelsfamilie von Kiesenwetter. Seine Eltern waren Johann Christoph von Kiesenwetter und dessen erster Ehefrau Magdalena Katharina von Osterhausen († 30. August 1670).
Er trat in den Dienst des König-Kurfürsten August des Starken. Er war viele Jahre Mitglied des Geheimen Kriegsrats und ging als Oberkriegsrat nach Polen. Dort organisierte er das Generalkriegskommissariat, während des polnischen und pommerischen Krieges. Im Jahr 1710 wurde er Wirklicher Geheimer Kriegsrat und 1717 Wirklicher Geheimer Generalkommissar und Vizepräsident des Geheimen Kriegsrats und 1733 dessen Präsident.
Bereits am 28. März 1710 war er zum Generalleutnant und am 12. Juli 1730 zum General befördert worden. Im April 1740 suchte er um seine Entlassung nach, die ihm unter Beibehalt des Ranges und der Privilegien gewährt wurde.
Als solcher starb er in seinem Haus in der Klostergasse in Dresden-Neustadt, dem späteren Löwendahlschen Haus. Nach seinem Tod 1744 wurde er auf das Erbbegräbnis nach Dittersbach überführt und dort am 28. begraben.
Seine Ehe mit Johanna Charlotte von Lüttichau-Kmehlen († 24. April 1742) blieb kinderlos. Er nahm seinen Neffen Johann Adolph von Wolffersdorf († 10. Juli 1751) als Adoptivsohn an. Dieser war mit der Tochter von Ulrich von Löwendal der Gräfin Benedikta Löwendal († 1. November 1753) verheiratet.